# Gouvernement Berlusconi III
Pour les articles homonymes, voir gouvernement Berlusconi.
République italienne
Berlusconi II Prodi II
Le gouvernement Berlusconi III (Governo Berlusconi III, en italien) est le gouvernement de la République italienne entre le 23 avril 2005 et le 2 mai 2006, durant la XIVe législature du Parlement.

## Coalition et historique
Dirigé par le président du Conseil des ministres libéral sortant Silvio Berlusconi, il est constitué de la Maison des libertés (CDL), une coalition formé par Forza Italia (FI), l'Alliance nationale (AN), l'Union des démocrates chrétiens et du centre (UDC), la Ligue du Nord (LN), le Nouveau Parti socialiste italien (N-PSI) et le Parti républicain italien (PRI), qui disposent ensemble de 331 députés sur 610 à la Chambre des députés, soit 54,2 % des sièges, et de 169 sénateurs sur 322, soit 52,5 % des sièges.
Il a été nommé à la suite de la démission du gouvernement Berlusconi II, causée par l'échec de la CDL aux élections régionales du début du mois d'avril 2005. La crise gouvernementale, d'une durée de 67 heures seulement, est la plus courte de l'histoire italienne.
Le nouvel exécutif comprend cinq nouveaux ministres, dont un membre du N-PSI et un du PRI, tandis que Marco Follini, vice-président du Conseil et secrétaire politique de l'UDC, n'est pas reconduit. De même, quatre autres ministres, dont le très populaire ministre de la Santé, l'indépendant Girolamo Sirchia, sont remplacés. Parmi les nouveaux on compte Giorgio La Malfa, fils d'Ugo La Malfa, figure des débuts de la République, et Francesco Storace, président sortant du Latium battu aux régionales par le centre-gauche. Un poste de ministre sans portefeuille, chargé du Mezzogiorno, est en outre créé, à la demande de l'AN et de l'UDC en compensation du retour de Giulio Tremonti, désormais vice-président du Conseil. Enfin, les démocrates chrétiens obtiennent un poste de ministre plein, confié à leur président Rocco Buttiglione, alors qu'ils n'avaient que des postes sans portefeuille dans la précédente équipe.
Après la courte victoire de la coalition de centre-gauche L'Union aux élections générales des 9 et 10 avril 2006, il cède le pouvoir au second gouvernement du social-démocrate Romano Prodi.

## Composition
| Fonction                                                                 | Titulaire | Titulaire                                                         | Parti |
| ------------------------------------------------------------------------ | --------- | ----------------------------------------------------------------- | ----- |
| Président du Conseil des ministres                                       |           | Silvio Berlusconi                                                 | FI    |
| Vice-président du Conseil des ministres Ministre des Affaires étrangères |           | Gianfranco Fini                                                   | AN    |
| Vice-président du Conseil des ministres                                  |           | Giulio Tremonti                                                   | FI    |
| Ministres sans portefeuille                                              |           |                                                                   |       |
| Ministre pour les Réformes institutionnelles et la Dévolution            |           | Roberto Calderoli (jusqu'au 18/02/2006)                           | LN    |
| Ministre pour les Politiques communautaires                              |           | Giorgio La Malfa                                                  | PRI   |
| Ministre pour l'Application du programme du gouvernement                 |           | Stefano Caldoro                                                   | N-PSI |
| Ministre pour la Fonction publique                                       |           | Mario Baccini                                                     | UDC   |
| Ministre pour les Affaires régionales                                    |           | Enrico La Loggia                                                  | FI    |
| Ministre pour les Relations avec le Parlement                            |           | Carlo Giovanardi                                                  | UDC   |
| Ministre pour l'Innovation et la Technologie                             |           | Lucio Stanca                                                      | FI    |
| Ministre pour l'Égalité des chances                                      |           | Stefania Prestigiacomo                                            | FI    |
| Ministre pour les Italiens dans le monde                                 |           | Mirko Tremaglia                                                   | AN    |
| Ministre pour le Développement et la Cohésion territoriaux               |           | Gianfranco Miccichè                                               | FI    |
| Ministres                                                                |           |                                                                   |       |
| Ministre de l'Intérieur                                                  |           | Giuseppe Pisanu                                                   | FI    |
| Ministre de la Justice                                                   |           | Roberto Castelli                                                  | LN    |
| Ministre de la Défense                                                   |           | Antonio Martino                                                   | FI    |
| Ministre de l'Économie et des Finances                                   |           | Domenico Siniscalco (jusqu'au 22/09/2005)                         | Sans  |
| Ministre de l'Économie et des Finances                                   |           | Giulio Tremonti (jusqu'au 08/05/2006) Silvio Berlusconi (intérim) | FI    |
| Ministre des Activités productives                                       |           | Claudio Scajola                                                   | FI    |
| Ministre des Communications                                              |           | Mario Landolfi                                                    | AN    |
| Ministre des Politiques agricoles et forestières                         |           | Giovanni Alemanno                                                 | AN    |
| Ministre de l'Environnement et de la Protection du territoire            |           | Altero Matteoli                                                   | AN    |
| Ministre des Infrastructures et des Transports                           |           | Pietro Lunardi                                                    | Sans  |
| Ministre de l'Éducation, de l'Enseignement supérieur et de la Recherche  |           | Letizia Moratti                                                   | FI    |
| Ministre du Travail et des Politiques sociales                           |           | Roberto Maroni                                                    | LN    |
| Ministre de la Santé                                                     |           | Francesco Storace (jusqu'au 10/03/2006)                           | AN    |
| Ministre de la Santé                                                     |           | Silvio Berlusconi (intérim)                                       | FI    |
| Ministre pour les Biens et les Activités culturels                       |           | Rocco Buttiglione                                                 | UDC   |